# Історія селища Вільшана
Основна стаття: Вільшана (селище)

## Доісторичні часи
Археологічні дослідження виявили на околиці селища скупчення кісток і довели, що вже 11—10 тисяч років тому на території селища жили люди, які полювали на мамонтів. 8 тисяч років тому територія сучасної Вільшани теж була заселена. Про це свідчать зібрані кремінні вироби епохи лісових мисливців.
Улітку 1997 року в центрі селища були проведені стаціонарні археологічні дослідження виявленого тут трипільського поселення, яке проіснувало близько ста років (3 000 — 2 900±50 роки до н. е.). Тут знайдено залишки двох жител трипільського часу — землянки та глинотоптаного будинку. У спорудах і на дворищі було знайдено уламки посудин з чудово збереженим орнаментом, глиняні статуетки, рибальське грузило. Із черепків вдалося частково скласти посудину, на якій попарно звиті змії спіраллю оповили все тіло гончарного виробу. Поруч із землянкою знайдений набір первісного художника: кістяна палітра зі слідами фарби, шматки вохри. Про значний рівень культури стародавніх людей свідчать зразки знайденої в землянці глиняної пластики. Це різноманітні статуетки від великих (уламок 25 см фігури) до мініатюрних (3 см заввишки). Також унікальна знахідка — портретна скульптура жінки.
У 1984 році в селищі було відкрите поховання доби раннього заліза. На дні гробниці на дерев'яному помості лежав кістяк юнака. При похованому було знайдено знак вождя — золоту гривну як свідчення того, що покійник був спадкоємцем вождя, золоту шпильку-підвіску, сагайдачний набір з 92 бронзових наконечників стріл, кінську збрую, різноманітний посуд. Поховання визнане пам'яткою типу новочеркаського скарбу й датується VII століттям до н. е.

## 16—17 століття
У письмових документах Вільшана вперше згадується як місто у 1598 році. Її назва походить очевидно від річки Вільшанки, відомої з літопису ще з ХІІ століття. Побутує і інша версія, що «Вільшана» — похідне від свовосполучення «вільним — шана». В самому селищі відома легенда, що дочці Ярослава Мудрого Ольші (Олісаві) належало поселення, яке називали острожок Ольші (назва згодом трансформувалася у Вільшану).
На картах французького інженера Боплана, виданих 1650 року, Вільшана позначена як велике укріплене поселення.
Багато століть тут панували польські феодали, дедалі більше посилюючи кріпосницький гніт. У першій половині XVII століття соціальне, національне й релігійне гноблення призвело до вибуху народно-визвольної війни 1648—1654 років проти польськоко-шляхетського панування, у якій вільшанці боролися під проводом козацького полковника Максима Кривоноса, який за деякими відомостями народився у Вільшані. Народна дума «Хмельницький та Барабаш» називає його Максимом Вільшанським.
У першій половині січня 1654 року для приведення до присяги володарю царю та великому князю Олексію Михайловичу брацлавського полку, серед інших ґородів і у ґороді Вільшана, був посланий князь Федір Барятинський.
У ґороді Вільшана присягу склали: 1 сотник, 1 сотенний отаман, 1 сотенний осавул, 626 козаків, 209 міщан.
Згідно з Андрусівським перемир'ям 1667 року Вільшана залишалася під владою шляхетської Польщі.

## 18 століття

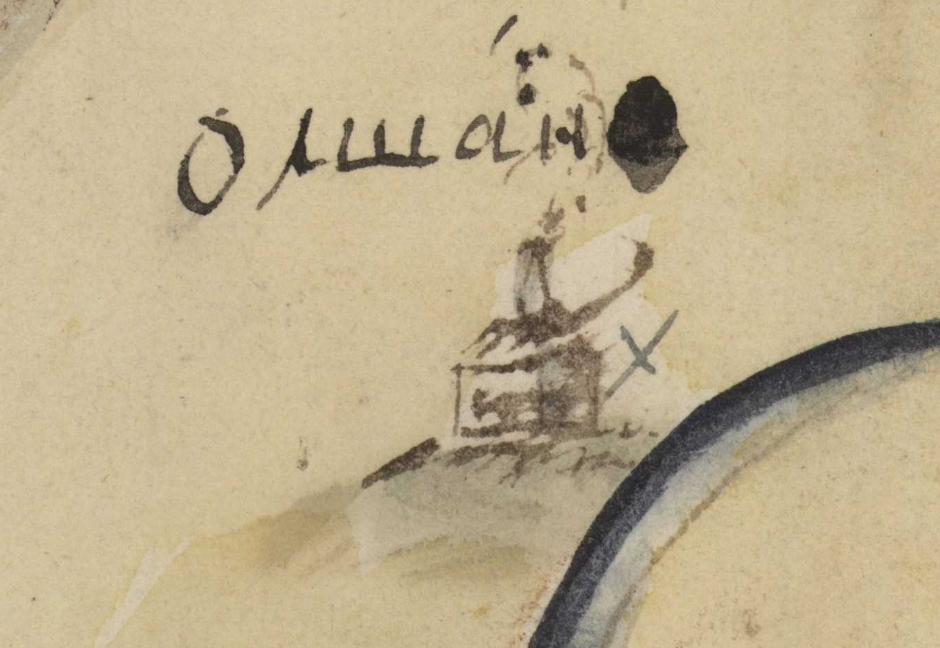
Вільшана на карті XVIII століття

У складі гайдамацьних загонів вільшанці нападали на шляхетські маєтки, наганяючи страх на панів. 1742 року гайдамаки перестріли на шляху до Вільшани шляхтича В. Буяльського, забрали в нього гроші й заказного листа. 1750 року загін О. Письменного відбирав у панів коней. Для розправи з населенням 9 червня 1766 року до Вільшани прибуло кілька тисяч польських солдатів. Крім переслідування повстанців, вони зганяли людей на спорудження військових укріплень («чотири тижні в роботі мучили»), грабували місто. Боролися жителі Вільшани і проти насильного насадження уніатства. 1767 року у вони скаржилися переяславському єпископу, що за відмовлення приймати уніатство штрафують, у священиків і прихожан Вільшани забирають майно.
У 1791 році Ольшанський ключ перейшов у власність Василя Васильовича Енгельгардта, а пізніше до його сина Павла Васильовича.
З 1793 року Вільшана у складі Правобережної України стала в складі колоніальних володінь Росії.

## 19 століття
В 1830 році Вільшану у спадок отримала графиня Олександра Василівна Браницька.
У 19 столітті у селі почали зароджуватись капіталістичні відносини. У Вільшані діяли винокурний, цегельний і поташний заводи, млини. Цукровий завод, побудований 1845 року поміщиками Браницькими, уже 1847 року переробив 9128 берковців цукрових буряків. На підприємствах працювали розорені селяни-кріпаки. Медичне обслуговування, як і освіта були у занедбаному стані. Тут була тільки парафіяльна школа, де навчалося 59 хлопців і 37 дівчат.
Після реформи 1861 року на 1220 ревізьких душ Вільшани було виділено 2090 десятин землі, у тому числі 2088 орної. 144 селянські господарства, серед них багато вдів, залишилися без наділу. Поміщик отримав 2754 десятини, прибравши до рук, 700 десятин належних вільшанцям за інвентарем 1847 — 1848 років. 3а одержану землю селяни повинні були сплачувати щорічно по 4771 карбованців 54 копійки протягом 49-ти років.
Обурені реформою, селяни всіляко протестували проти неї. Один київський чиновник особливих доручень, побувавши у Вільшані 1861 року, доносив губернатору, що жінки Вільшани відмовляються відбувати повинності поміщику, оскільки земля наділена тільки чоловікам. Мировий посередник повідомляв 1881 року урядового повітового справника, що не проходить і дня, коли б вільшанські селяни, підбурювані призвідниками, не чинили «беззаконня». Одного разу близько 20 осіб на чолі з К. Руденком з'явилися до нього і заявили: «3аберемо землю у поміщика, бо вона наша». У червні 1872 року сільський сход вирішив повернути назад 700 десятин землі, відібраних поміщиком під час реформи. Коли мировий посредник, відхилив цю вимогу, селяпи написали про це 1880 року до губернського у селянських справах присутствія. Та замість відповіді власті віддали до суду вільшанських селян К. Руденка, І. Проненка, Є. Тищенка, М. Горшкодера, І. Нестеренка, звинувативши їх у тому, що вони намагалися відібрати землю у графа Браницького і підбурювали до цього всю громаду. Влітку 1883 року Браницький відібрав у вільшанських селян частину громадської землі, позабавив їх випасів, через суд обклав їх великим штрафами. Селяни боронили свої права, але з допомогою військової сили їх змусили скоритися.
На кінець XIX століття у містечку мешкало понад 3000 жителів, діяли синагога, сільський банк, цукровий завод, поштове відділення, було 2 дерев'яні правоставні церкви:
- Успенська, побудована 1778 року, 5-го класу;
- Миколаївська, побудована в 1840 році, 5-го класу[11]

Крім того, коштом земства і Браницьких 1895 року побудована лікарня, казенна лавка, 4 заїжджих двори, будинок для бідних. Ще були в містечку аптека, млини (2 водяні та 5 кінного приводу), 12 кузень; працював фельдшер.

## 20 століття
На почаку ХХ століття процес розшарування серед селян значно поглибився. 859 господарств Вільшани володіли 2514 десятинами землі. Розподілена вона була вкрай нерівномірно: 11,3 % селян мали до 1 десятин, 29,4 % — до 2 десятин, 10,2 % — до 3 десятин. 158 господарств не мали ніякої худоби, робочі коні були лише в 94, воли у 100 господарствах. Щоб прогодувати сім'ї, селяни-бідняки наймитували у поміщицьких економіях, у заможніх селян за третій-п'ятий сніп, працювали на рафінадному заводі (1899 року тут налічувалося 380 чоловіків і 16 жінок).
Частина бідняків наймитувала у заможних власників млинів, працювали в кузнях, яких налічувалось 12, інші йшли на заробітки в Таврію, Катеринослав та інші міста. Щороку у Вільшані навесні й восени відбувалися великі ярмарки, на яких продавалося багато поміщицького хліба, переважно пшениці.
Революційні події 1905 — 1907 років знайшли широкий відгук у Вільшані. Трудящі селяни відмовлялися працювати в панській економії, вимагаючи від управителя підвищення поденної плати. Керівників таких виступів — С. Черничка, А. Тинника, Б. Проненка — було заарештовано. У донесенні повітного справника начальнику губернського поліцейського управління говорилося, що місцевий селянин Л. Є, Тищенко збирав у Вільшані мітинги, на яких закликав ділити поміщицьку землю, не виконувати накази царської влади. 1906 року його було заслано на три роки до Вологодської губернії під нагляд поліції.
Соціальні умови позначилися і на характері побуту та культури Вільшани. В центрі містека розміщувались будинки поміщика, а також урядовців, які захищали його інтереси. По один бік центральної вулиці стояли криті бляхою будинки заможніх мешканців, по другий — їх крамниці. Хати селян тулилися понад Вільшанкою. Їх будували з дерева і глини, вкривали соломою. У Вільшані були аптека, богодільня, невелика лікарня, де від усіх хвороб лікував фельдшер. У додаток до існуючої парафіяльпої школи 1871 року було відкрито однокласне народне училище. Більшість мешканців була неписьменною. Оскільки виділених казною коштів на її утримання було замало, селяпи щороку впосили по 10 копійок з десятини землі. Навчали дітей в училищі вчитель і священик.
Перша світова війна 1914 року згубно вплинула на стан сільського господарства. До армії було мобілізовано всіх чоловіків призовного віку, багато а них не повернулося додому. Лише в 1915 — 1916 роках, за неповними даними, на війні загинуло 39 вільшанців, пропав безвісти — 21, потрапило в полон — 25. Відчуваламь гостра нестача робочих рук. Через часті реквізиції селяни залишилися без тягла. Їхні господарства занепадали.

### Громадянська війна

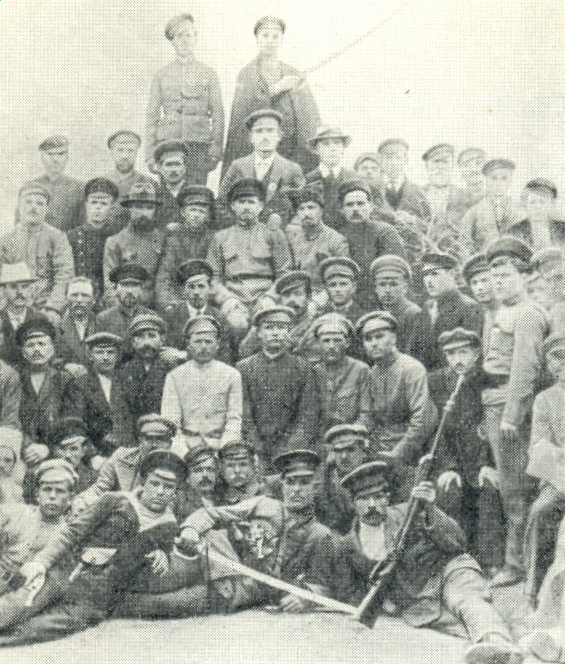
Група партизанів Вільшанського загону, що діяв у роки громадянської війни. 1918 рік.

Після встановлення в лютому 1918 року Радянської влади земельний комітет почав ділити поміщицьку землю і майно. Делегація з Вільшани, очолювана А. Пшеничним, брала участь у скликаному більшовиками в тому ж місяці повітовому селянському з'їзді. Але перші органи радянської влади припинили свою діяльність, бо в квітні 1918 року розпочалася окупація повіту австро-німецькими військами. До Вільшани прибули кайзерівські солдати. Вони зігнали населення на площу і кожного десятого покарали різками за розподіл поміщицького майпа та землі. В село повернулися управителі панських мастків, відбирали у селян землю, реманент, чинили розправи.
Насильства німецьких окупантів викликали ненависть до ворогів, яка переросла в селянське повстання. На початку червня 1918 року разом з кирилівськими селянами вільшанці активно виступили проти німецького гарнізону, що розмістився в поміщицькому будинку. Командиром повстанського загону був місцевий житель Ф. Г. Шандрик, начальнком штабу А. Пшеничний. Вороги після триденних боїв здались, втративши 85 чоловік убитими. Незабаром прийшли карателі, спалили 42 господарства, розстріляли 12 патріотів.
Підпільний ревком, створений восени 1918 року, одразу після вигнання окупантів у листопаді 1918 року оголосив себе революційною владою у волості, розпочав боротьбу за зміцнення Радянської влади, проводив мобілізацію до армії. За тиждень було організовано загін у складі 400 бійців, який відразу згідно з розпорядженням Черкаського ревкому виступив на боротьбу з петлюрівцями. Для охорони революційного порядку у Вільшані залишилося 40 бійців. Згодом місцевий гарнізон зріс до 200 чоловік. Нестачу зброї було виповнено шляхом роззброєння німецького піхотного полку, що повертався на батьківщину.
У грудні 1918 року на засіданні Вільшанського волосного ревкому створено п'ять відділів: військовий, юридичний, господарський, культурно-освітній, агітаційний. Комісаром ревкому обраний місцевий житель, колишній шахтар, член більшовицьної партії з 1905 року Ф. М. Мороз, революційним комендантом — односелець більшовик Т. К. Шевченко. Тоді ж створено сільський ревком, очолюваний вільшансьним селянином-бідпяном, колишнім фронтовиком В. П. Шендриком. Волосний військово-революційний комітет своїм наказом від 29 січня 1919 року передав землю і все поміщицьке майно селянам. 12 січня 1919 року націоналізовано Вільшанський цукрозавод, створено комбід. Ревком видавав хліб і цукор сім'ям червоноармійців з поміщицьких економій, вів широку пропагандистсьну і роз'яснювальну роботу серед населення про перемогу соціалістичної революції та керівну роль більшовицькоїЇ партії в організації Радянської держави.
Коли влітку 1919 року розпочався наступ денікінців, Вільшанський ревком постановою Звенигородсьної партійної організації був залишений у повіті для підпільної роботи. Всі його члени ввійшли до партизансьного загону, що переслідував відступаючих з Києва білогвардійців. Партизани повністю знищили 2 денікінські військові частини, захопили обоз, обмундировання, гвинтівки, патрони. Партизани допомагали червоноармійцям 45-ї дивізії під командуванням Й. Е. Якіра громити денікінців. 2 січня 1920 року вільшанський революційний загін, очолюваний комуністами, повністю захопив Вільшану. Ревком проголосив відновлення Радянської влади. У своїй діяльності він спирався на бідноту, яна підтримувала радянсьну владу, зокрема на комбід. 1920 року створено сільський комітет незаможних селян у складі 50 членів. За допомогою КНС було зроблено перерозподіл землі. Всі бідняки отримали орні наділи.

### Перші роки радянської влади
У важкий 1921 рік робота ревкому і компезаму була спрямована на зміцнення сільського господарства, на боротьбу з голодом, ліквідацію бандитизму. Комнезам подавав велику допомогу насінням, тяглом і реманентом сім'ям червоноармійців, вдовам, бідняцьким господарствам. Його дії спрямовували два партійні осередки, які 1921 року налічували 13 комуністів, що об'єднувалися в заводській та сільській партійних організаціях. Активно діяли також два комсомольські осередки, які налічували 19 комсомольців. Вільшанці допомогли голодуючим Поволжя. Лише 1922 року вони відіслали їм 4150 тисяч карбованців грошей, понад 80 пудів борошна.
Влітку 1921 року у Вільшані була обрана сільська Рада робітничих, селянських і червоноармійських депутатів. Очолив її член КНС Г. С. Костенко.
Внаслідок нового адміністративного поділу, в березні 1923 року Вільшана стала районним центром Вільшанського району Шевченківського округу.
1924 року дав Продукцію цукровий завод. Його робітники органіаували ремонт сільськогосподарського реманенту у майстернях заводу, допомагали 4 ТСО3ам, створеним у 1922—1923 роках, сіяти й обробляти цукрові буряки.
Тоді ж було організовано сільськогосподарську артіль «Червоний шлях», яка до 1927 року об'єднувала 15 одноосібних господарств і обробляла 90 десятин землі.
В селі працювала лікарня на 10 ліжок, амбулаторія та аптека. Хворих обслуговували лікар і чотири фельдшери. У Вільшані було відкрито семирічну школу, де навчалося 367 учнів, створено товариство друзів ліквідації неписьменності ім. Леніна, 15 гуртків лікнепу.
1923 року почав працювати сільбуд, при якому діяла бібліотека, гуртки художньої самодіяльності. Часто силами гуртківців влаштовувалися концерти і вистави. 3ібрапі кошти направлялися у фонд боротьби з безпритульністю.
1927 року у Вільшані працював шестимісячний семінар сількорів, який готував керівнинів робсількорівсьних гуртків.
1930 року завершено суцільну колективізацію. Всі селянські господарства об'єдналися в колгосп «Соціалістичний шлях», який через два роки поділився на чотири. В кожному з них було створено партійні організації. 1930 року на колгоспних полях стали працювати перші трактори Вільшансьної кінно-машинно-тракторної станції, яка, крім 17 тракторів, мала 120 коней (1932 року їх передано колгоспам). Того ж року КМТС перетворено на МТС, що мала 37 тракторів. 3 кожним роком зростало її господарство. Тут готувалися мехапізаторські кадри. При МТС працював політвідділ, начальник якого І. Г. Дячков за успіхи в політико-виховній роботі серед колгоспників нагороджений 1934 року орденом Леніна. 3 1933 року почала виходити політвідділівсьна газета «3а більшовицькі колгоспи». Одержуючи велину допомогу від МТС, вільшанські колгоспи «Червоний шляхх», «Соціалістичний шлях», ім. Шевченна, ім. Димитрова, вирощуючи високі врожаї пшениці та цукрових буряків, 1940 року були учасниками Всесоюнної сільсьногосподарсьної Виставки у Москві. Колгосп «Соціалістичний шлях» став мільйонером.
У побут селян входили електрика і радіо. Упорядковувались вулиці Вільшани, поліпшувалися шляхи. У 1940 році було розширено лікарню до 25 ліжок, збудовано нову амбулаторію. В них працювало 13 медичних праціників, 4 медпрацівники подавали допомогу хворим у медпункті при цукровому заводі. На той час було повністю ліквідовано неписьменність серед дорослого населення. Працювали середня, семирічна і початкова школи, в яких 48 учителів навчали 1000 учнів.
При клубі демонструвалися кінокартини, працювали хоровий, драматичний, музичний, фізкультурний гуртки. У селі було 2 бібліотеки з книжковим фондом понад 15 тисяч книг.

### Радянсько-німецька війна
З початком радянсько-німецької війни 1,5 тисячі вільшанців були мобілізовані на фронт. Село перебудувало свою роботу на воєнний лад. Було евакуйовано в глиб країни трактори МТС, Червоній армії передано автомашини, коней, вози.
28 липня 1941 року гітлерівці окупували село. З перших днів вороги почали розстріли. На каторгу до Німеччини вони вивезли 649 чоловік.
В Вільшані було створено підпільну партійну організацію. Керував підпільниками Г. Л. Калиновський. Вони організовували саботаж гітлерівських наказів, чинили диверсії. За час свого господарування гітлерівці вивезли з села 785 голів рогатої худоби, майже 40 тисяч пудів хліба, зруйнували 3 школи, медичну амбулаторію, ветеринарну лікарню, клуб, редакцію районної газети, радіовузол, дві бібліотеки, спалили багато житлових будиннів.
5 лютого 1944 року після тижневого бою частини 1-го та 2-го Українських фронтів відвоювали село у окупантів. Першим увійшов до Вільшани підрозділ самохідних гармат, яким командував лейтенант В. І. Захаров. Гвардійці 223-го полку 5-го Донського кавалерійсьного корпусу під командуванням полковника Ф. Н. Петренка остаточно розгромили ворога і очистили Вільшану від німців.
Ім'ям Захарова, який загинув у боях за Вільшану, названа одна з вулиць селища. В селищі три братських могили, обеліск Слави односельцям, монумент 5-му кавалерійському Донському корпусу.

### Повоєнні роки

Вид на Вільшану з пагорба Слави. 1969 рік.

У повоєнні роки у Вільшані відновили роботу всі чотири колгоспи, яким Червона армія дала 50 коней. МТС наприкінці 1944 року вже мала 62 трактори, 13 комбайнів, 24 молотарки тощо. Запрацювали школи, лікарні, будинок культури, бібліотеки та інші заклади. Уже 1948 року всі колгоспи досягли довоєнного рівня врожайності всіх сільськогосподарських культур.
1950 року колгосп ім. Сталіна за високі урожаї пшениці став учасником Всесоюзної сільськогосподарської виставки. Голова артілі Т. Г. Хижий був нагороджениЙ орденом Леніна, бригадир М. О. Кураса — орденом Трудового Червоного Прапора.
У березні 1964 року вільшанські колгоспи злилися в одну сільськогосподарську артіль «Правда», що об'єднала понад 1200 дворів колгоспників, обробляла майже 5,5 тисяч га землі, в тому числі 4 тисячі орної.
Напередодні 1965 року в Вільшані відкрився новий комплекс дільничної лікарні на 75 ліжок з поліклінікою й аптекою. В лікарні були обладнані хірургічне, терапевтичне, дитяче та пологове відділення, кабінети: рентгенологічний, фізіо-терапевтичний та Функціональної діаностики, клінічна та санбактеріологічна лабораторії. Обслуговували лікарню 102 медичних працівники, в тому числі 12 лікарів.
В 1965 поці село Вільшана отримує статус селища міського типу.
Станом на 1972 рік в селищі мешкало 5,1 тисячі чоловік. Працювали середня і восмирічна школи, школа-інтернат, будинок культури на 550 місць, селищний клуб на 200 місць, побуткомбінат. Всі бібліотеки мали книжковий фонд у 47 тисяч примірників.